# Ted McMinn
Kevin Clifton McMinn, più conosciuto con il soprannome Ted McMinn (Castle Douglas, 28 settembre 1962) è un allenatore di calcio ed ex calciatore scozzese, di ruolo centrocampista.

## Biografia
Nel 2006 a causa di una malattia gli è stata amputata gran parte del piede destro; in un secondo intervento chirurgico è stata amputata anche una porzione di gamba, in modo tale da potergli consentire di usare una vera e propria protesi che gli garantisse maggiore autonomia di movimento.

## Carriera

### Giocatore
Nella stagione 1981-1982 gioca con i semiprofessionisti scozzesi del Glenafton Athletic; a fine stagione viene ceduto al Queen of the South, club di terza divisione, con cui all'età di 20 anni esordisce tra i professionisti totalizzando 63 presenze e 5 reti nell'arco del suo biennio di permanenza nel club, tutto trascorso in questa categoria. Nell'estate del 1984 passa per 100000 sterline ai Rangers, in prima divisione: le sue migliori stagioni nel club sono la 1984-1985 e la 1985-1986, sotto la guida tecnica di Jock Wallace, che l'aveva voluto nel club; nella stagione 1986-1987, in cui Graeme Souness succede in panchina a Wallace, perde invece il posto in squadra, anche se a livello di club vince sia il campionato che la Coppa di Lega.
A fine stagione viene ceduto al Siviglia, club della prima divisione spagnola, allenato proprio da Jock Wallace: pur rompendosi una gamba tre settimane dopo il suo arrivo nel club, recupera dall'infortunio e nel corso della stagione gioca 22 partite di campionato. A fine stagione, complice anche l'addio di Wallace dal club, chiede di essere ceduto: passa così per 300000 sterline al Derby County, club della prima divisione inglese: qui, in cinque stagioni di permanenza nel club, gioca sempre stabilmente da titolare ad eccezione di un periodo di 14 mesi (iniziato nel novembre del 1989) in cui è lontano dai campi di gioco a causa di un grave infortunio (si rompe una gamba). Complessivamente totalizza 123 presenze e 9 reti in partite di campionato con i Rams tra prima e seconda divisione inglese (categoria quest'ultima in cui milita dal 1991 al 1993). Nell'estate del 1993 viene ceduto al Birmingham City, club della seconda divisione inglese, con cui gioca 22 partite di campionato retrocedendo in terza divisione. L'anno seguente subisce una seconda retrocessione in terza divisione, con il Burnley; rimane con i Clarets anche nella stagione 1995-1996, in cui raggiunge (e perde) la finale play-off di terza divisione nella stagione 1995-1996. Dopo una parentesi in Australia all'ECU Joondalup, si ritira nel 1998 dopo aver giocato 9 partite nei semiprofessionisti inglesi dello Slough Town, in Football Conference (quinta divisione e più alto livello calcistico inglese al di fuori della Football League).

### Allenatore
Tra il 2000 ed il 2002 ha lavorato come vice del suo ex compagno di squadra ai tempi del Derby County Mark Wright, in tutti i club in cui quest'ultimo ha allenato in questo intervallo di tempo (Southport, Oxford Utd e Chester City), tra la quarta e la quinta divisione inglese.

## Palmarès

### Giocatore

#### Competizioni nazionali
- Campionato scozzese: 1

Rangers: 1986-1987
- Coppa di Lega scozzese: 1

Rangers: 1986-1987